# Sublokatorzy
Sublokatorzy – polski serial komediowy Polsatu z 2004 roku, opowiadający o perypetiach grupy ludzi: księdza, posła na Sejm, kombinatora, strażniczki miejskiej i jej koleżanki szukającej męża. Połączyło ich wspólne mieszkanie w Warszawie wynajęte od nieuczciwego pośrednika, który wziął pieniądze, dał klucze i zniknął.
Reżyserem serialu była Anna Hałasińska, a w głównych rolach wystąpili: Ewa Konstancja Bułhak, Monika Dryl, Tomasz Karolak, Sławomir Orzechowski, Marcin Sztabiński. Serial nie przyjął się, a jako że był jednym z wielu polsatowskich pilotów, nie zapadła decyzja o jego kontynuowaniu. Wyprodukowano trzy odcinki: Powitanie, Wizytacja, Uczta duchowa.
Serial Polsatu jednak doczekał się kontynuacji. 23 października 2005 roku TVP 1 wyemitowała pierwszy odcinek serialu „Okazja”. W rzeczywistości był to ten sam serial, z tą samą obsadą aktorską, którego reżyserii podjął się Grzegorz Warchoł. Serial ten na dłużej zagościł na antenie i doczekał się 20 odcinków.